# Батраченко Олександр Миколайович
Олександр Миколайович Батраченко (нар. 9 лютого 1981, Запоріжжя, УРСР) — український футболіст та тренер, півзахисник запорізького «Металурга». Майстер спорту міжнародного класу (з 2001 року).

## Кар'єра гравця
Вихованець Ігора Конотопова. Перший професіональний контракт підписав з «Металургом» з міста Запоріжжя. У складі команди дебютував 11 липня 1998 року в домашньому матчі 2-го туру чемпіонату України з футболу серед клубів вищої ліги проти івано-франківського «Прикарпаття». Матч завершився з нічийним рахунком 1:1. Батраченко в тому поєдинку вийшов на 65-й хвилині замість Володимира Козленка. Протягом свого перебування в запорізькому клубі виступав на правах оренди в клубах: «Миколаїв» та «Олімпія ФК АЕС», а також захищав кольори друголігового фарм-клубу запорожців, команди «Металург-2» (Запоріжжя). У складі «Металурга» перебував до 2004 року, але у зв'язку з численними орендами за головну команду «козаків» у чемпіонатах України відіграв лише 19 матчів (за «Металург-2» — 53 матчі, 1 гол), у кубку України — за «Металург-2» відіграв 4 матчі. Свій перший м'яч у професіональній кар'єрі забив за «Металург-2» у 13-му турі групи Б чемпіонату України серед клубів другої ліги проти «Чорноморця-2», в якому запорожці здобули перемогу з рахунком 6:1. Батраченко вийшов у стартовому складі, а на 82-й хвилині відзначився голом.
Після завершення контракту з запорізьким клубом, у 2004 році, перейшов до ПФК «Олександрії». В олександрійському клубі дебютував у домашньому матчі 4-го туру групи Б чемпіонату України з футболу серед клубів другої ліги проти ПФК «Севастополя». Олександр вийшов у стартовому складі свого нового клубу, якого замінив Дениса Анеліков на 69-й хвилині. Першим голом за олександрійців Батраченко відзначився в 5-му турі групи Б чемпіонату України з футболу серед клубів другої ліги проти «Олімпії ФК АЕС». Олександр вийшов у стартовому складі команди, а вже на 8-й хвилині відзначився голом. Протягом сезону 2004/05 років у футболці олександрійців у чемпіонаті зіграв 20 матчів та забив 2 м'ячі.
Пізніше виступав у клубах другої та першої ліг: «Ялос», «Титан» з Армянська, «Кримтеплиця». У «Кримтеплиці» провів 19 матчів і забив 1 м'яч, також 1 матч в Кубку України.
У 2008 році перейшов у «Фенікс-Іллічовець». З березня 2009 року по грудень 2011 року був гравцем і капітаном новокаховській «Енергії». У лютому 2011 року разом з командою став переможцем Кубку Кримтеплиці. Крім того виступав також в аматорських клубах «Мир» (Горностаївка) та «Ілліч-Осипенко» (С. Осипенко).
З 2012 по 2014 роки виступав у складі головківського «УкрАгроКому». За команду з Олександрійського району дебютував у 12 квітня 2012 року у домашньому поєдинку 18-го туру групи А чемпіонату України з футболу серед клубів другої ліги проти свого колишнього клубу, новокаховської «Енергії». Олександр в тому матчі вийшов на поле у стартовому складі з капітанською пов'язкою та відіграв увесь поєдинок, а сам поєдинок завершився з рахунком 1:1. Свій перший матч у футболці «УкрАгроКому» забив 2 травня 2012 року в домашньому поєдинку 22-го туру національного чемпіонату проти южненського «Реал Фарми». Батраченко вийшов на поле в стартовому складі та відіграв увесь поєдинок, а на 25-й хвилині відзначився забитим м'ячем. Той матч завершився розгромною перемогою головківської команди з рахунком 5:0. Загалом у футболці «УкрАгроКому» в чемпіонатах України зіграв 65 матчів та забив 6 м'ячів, ще 5 поєдинків за головківський клуб зіграв у кубку України. Після завершення сезону 2013/14 років «УкрАгроКом» було об'єднано з ПФК «Олександрією», частина персоналу та гравців головківської команди перейшла на роботу в Олександрії, решта ж у статусі вільних агентів змушена була займатися своїм працевлаштуванням власноруч. Саме до числа останніх потрапив і Олександр Батраченко.
Тому в 2014 році перейшов до іншого футбольного клубу з Кіровоградської області, на той час ще аматорського, «Агрофірма-П'ятихатська» з с.Володимирівка Петрівського району. Команда в той час, крім обласних змагань, виступала в аматорському Чемпіонаті України. Того року в футболці володимирівської команди зіграв 16 матчів та забив 2 м'ячі. Крім того завоював декілька аматорських трофеїв.
У 2014 та 2015 роках виступав у складі аматорських клубів Запорізької області «Россо Неро» (Запоріжжя) та «Вектора» (с.Богатирівка). 
У 2016 році перейшов до запорізького «Металурга», де Олександр став капітаном і виконуючим обов'язки головного тренера.

## Кар'єра в збірній
У 2001 році в складі студентської збірної виступав на літній Універсіаді в Пекіні, де українська команда завоювала срібні медалі. Після перемоги на універсіаді був нагороджений званням - Майстер спорту міжнародного класу.

## Досягнення

### На професіональному рівні
- Друга ліга чемпіонату України
  -  Срібний призер (1): 2012/13 (фінальний етап)
  -  Бронзовий призер (4): 2003/04 (Група В), 2004/05 (Група Б), 2008/09 (Група Б), 2010/11 (Група А), 2012/13 (Група Б)

### На аматорському рівні
- Кубок України серед аматорів
  -  Володар (1): 2014

- Чемпіонат України серед аматорів
  -  Срібний призер (1): 2014

- Кубок Кіровоградської області
  -  Володар (1): 2014

- Чемпіонат Кіровоградської області
  -  Чемпіон (1): 2014

- Чемпіонат Херсонської області
  -  Чемпіон (1): 2009

- Чемпіонат Запорізької області
  -  Срібний призер (1): 2015

- Кубок Запорізької області
  -  Фіналіст (1): 2015